# Campanha
Campanha là một đô thị thuộc bang Minas Gerais, Brasil. Đô thị này có diện tích 336,033 km², dân số năm 2007 là 15790 người, mật độ 46 người/km².